# Apparition mariale de La Salette
 (décembre 2024).
Motif : Article non neutre, tant dans les sources que dans la rédaction, qui relève plus de l'hagiographie militante que de la neutralité encyclopédique. De surcroît, la pertinence de plusieurs sections est contestable.
Pour l’article homonyme, voir Notre-Dame de La Salette.
L'apparition mariale de Notre-Dame de La Salette se serait produite le 19 septembre 1846 en haut du village de La Salette-Fallavaux, en France. La Vierge Marie serait apparue  à deux petits bergers, Mélanie Calvat et Maximin Giraud. Cet événement, rapporté par les deux enfants le soir même, fait l'objet d'une première rédaction le lendemain. Plusieurs prêtres, ainsi que les autorités civiles, viennent interroger les enfants durant plusieurs mois. L'évêque de Grenoble, Philibert de Bruillard, ouvre une enquête canonique, et finalement, le 19 septembre 1851, cinq ans après les faits, reconnaît officiellement l'apparition comme authentique.
La polémique se déclenche dès 1846. Les sceptiques regroupent des libres-penseurs, des athées, mais également des catholiques, y compris des prêtres et des évêques. La reconnaissance officielle par l'évêque du lieu ne calme pas le débat, et le nouvel évêque de Grenoble, Jacques Ginoulhiac, ouvre une seconde enquête, pour conclure en 1855 par une confirmation de la reconnaissance ecclésiale effectuée par son prédécesseur.
Le message de la Vierge est, d'après les enfants, un « message d'espérance » et d'intercession de la Vierge Marie, qui se soucie de la nourriture de son peuple, et rappelle qu'elle intercède continuellement pour les hommes auprès de son fils. Les reproches sur « l'impiété du peuple » (qui ne va plus à la messe et travaille même le dimanche), ainsi que les annonces de mauvaises récoltes et de famines sont fortement mis en doute. 
En 1852 débute la construction d'une église et d'un sanctuaire marial sur le lieu même de l'apparition. Une congrégation religieuse est créée (les Missionnaires de Notre-Dame de la Salette), afin de « accueillir les pèlerins et diffuser le message de La Salette ». Aujourd'hui, la « Vierge de La Salette » fait l'objet d'une dévotion dans le monde entier.

## Récit des événements

### Le contexte historique
Dans cette région des Alpes, la population parle généralement un patois local francoprovencal, au point que les populations rurales maîtrisent mal le français, et que la Vierge, dans le récit des enfants, basculera du français au patois afin de s'adapter à ses auditeurs. Ainsi, lors des auditions, les enfants s'exprimeront mieux en patois qu'en français et préciseront plusieurs fois leurs idées en patois, le vocabulaire français leur faisant défaut.
La situation économique dans ces montagnes est mauvaise : la France et l'Europe sont frappées en 1846 par une « maladie de la pomme de terre ». Cette même année, la production de céréales baisse fortement (du fait des conditions climatiques), et le prix du pain double. Les paysans pauvres louent leurs enfants à des paysans un peu plus riches (à la semaine ou au mois), pour que les enfants gardent les troupeaux ou effectuent des travaux des champs en échange d'un maigre revenu, ou simplement d'un repas. Ce sera le cas de Mélanie (louée pour plusieurs mois) et de Maximin (loué pour quelques jours seulement). Maximin est orphelin de mère, et ni l'un ni l'autre ne savent lire ou écrire.
Au niveau spirituel, la population vit une forte déchristianisation. Un curé rapporte que les fidèles font preuve « d'indifférence et d’apathie religieuse, les fêtes et les dimanches sont profanés », le culte et la prière font l'objet de dérision et de mépris des populations paysannes. Les blasphèmes et le travail le dimanche sont monnaie courante.
Cette apparition est une des premières d'un nouveau cycle d'apparitions mariales qui touche la France au XIXe siècle, mariophanies qui voit un renouveau local du culte marial, nourri par le processus de « recharge sacrale », et par la monarchie de Juillet, période de l'histoire de France marquée par le développement d'un courant catholique libéral et ultramontain à l'origine d'un renouveau du catholicisme, et par une poussée d'anticléricalisme pourtant rassuré avec le remplacement d'un régime monarchiste conservateur par un régime progressiste qui garantit les principales conquêtes de la Révolution française. Les antagonismes internes à l'Église catholique au cours de la révolution de 1848, voient le déclin du gallicanisme au profit de l'ultramontanisme dont le sentiment dynamique et populaire est favorisé par les papes qui encouragent la dévotion mariale et la renforcent par la proclamation du dogme de l'Immaculée Conception par Pie IX en 1854,. L'apparition de Lourdes (en 1858), puis Pontmain (en 1871) vont, d'après Bouflet et Boutry, donner « une inflexion très considérable [...] [et] modifier sensiblement les formes et les procédures, les dynamiques et les équilibres ainsi que les enjeux pastoraux et spirituels des mariophanies. ».
Ce mouvement apparitionnel s'intègre ainsi dans la suite mariophanique française du XIXe siècle (années 1830-1875). Les apparitions mariales de Fátima au Portugal en 1917, puis celle de Beauraing et celle de Banneux en Belgique en 1933, européanisent ce mouvement qui se mondialise au cours du XXe siècle. Si le modèle marial français et germanique décline, « la péninsule Ibérique, les îles Britanniques, l'Amérique du Nord, voire l'Est européen deviennent terre d'accueil. Marie visite par priorité les berceaux de la latinité et leurs prolongements ».

### L'apparition

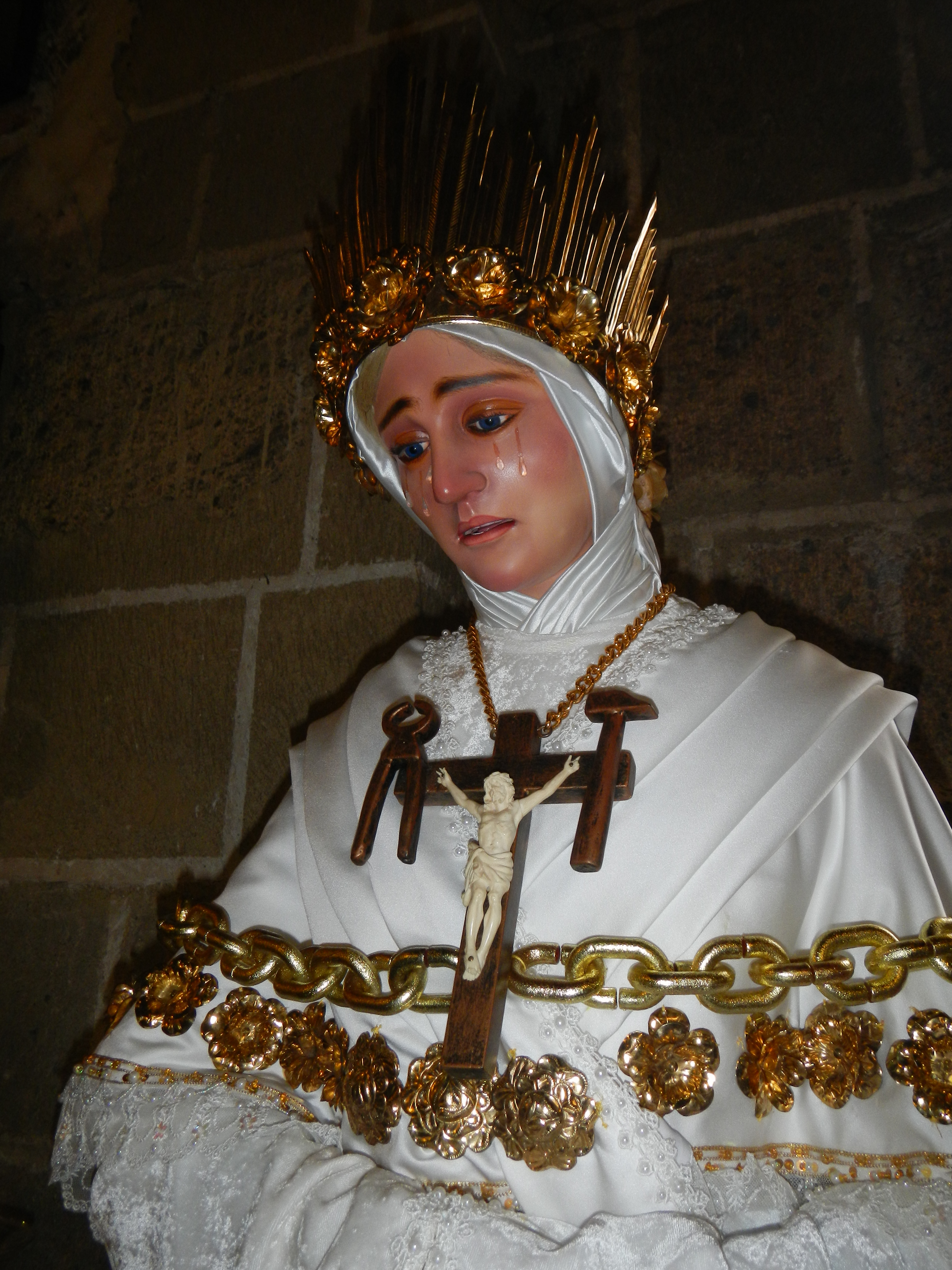
Statue de Notre-Dame de La Salette en pleurs (Pologne).

Le récit de cette apparition n'est connu que par les dires des deux enfants.
Le samedi 19 septembre 1846, sur une montagne proche du village de La Salette-Fallavaux, deux jeunes bergers, Mélanie Mathieu ou Mélanie Calvat, âgée d'un peu moins de 15 ans, et Maximin Giraud (qu'on appelle parfois Mémin, et, par erreur, Germain), âgé de 11 ans, montent avec leur troupeau respectif à l'alpage, dans les prés qui leur sont dévolus. Les deux enfants ne se connaissent que depuis la veille. Vers midi ils amènent ensemble leur troupeau à une petite source pour faire boire les bêtes. Ils prennent leur maigre repas (du pain et de la tome sèche), d'autres bergers les rejoignent (pour faire boire leurs bêtes) et repartent, les laissant seuls. Les deux enfants, restés seuls, en profitent pour faire une sieste dans le pré.
À leur réveil, vers quinze heures, ils réalisent que leurs bêtes se sont éloignées, et partent à la recherche du troupeau. Ils voient apparaître une « grande clarté » dans le creux d'une combe où coulait jadis une source tarie. En s'en rapprochant, ils voient une « belle dame », assise, la tête entre les mains, et les coudes sur les genoux, visiblement en pleurs. La description donnée par les enfants est la suivante : « elle avait un bonnet de forme simple, abaissé sur les yeux et fort élevé sur le front, selon la coiffure des femmes de l'Oisans. Elle portait une longue robe blanche qui lui descendait jusqu'aux pieds, recouverte d'un fichu blanc et d'un tablier jaune. Des guirlandes de roses entouraient ses pieds, [ainsi que] le galon de son fichu et sa tête. Sur la poitrine elle portait une grande croix ou, de part et d'autre du Christ, étaient figurés les instruments de la Passion ».
Après les avoir invité à s'approcher, et avoir fait quelques pas vers les enfants, la dame s'adresse à eux et commence un long dialogue avec les enfants, d'abord en français, puis en patois, car les enfants ne maitrisent pas complètement le vocabulaires français. Poursuivant dans leur patois local, la « dame » termine son échange en révélant un secret à chacun des enfants, avec interdiction de le révéler, et les invite à bien prier chaque jour. En quittant les enfants, la « dame » leur demande par deux fois « hé bien mes enfants, faites-le bien passer à tout mon peuple »,. Puis elle s'éloigne de quelques pas, s'élève dans le ciel à 1,5 m de haut, et disparait doucement.

### Le recueil du récit
Le soir venu, les enfants parlent à leurs maîtres respectifs de cet événement. La veuve Pra (dite veuve Caron), maîtresse de Mélanie, se dit d'avis qu'ils ont vu la Sainte Vierge et on engage les enfants à tout raconter au curé de La Salette. Ils le font le lendemain dimanche au matin. Le curé pleure d'émotion, prend des notes et, de nouveau en larmes, parle du fait dans son prône.

#### La relation Pra

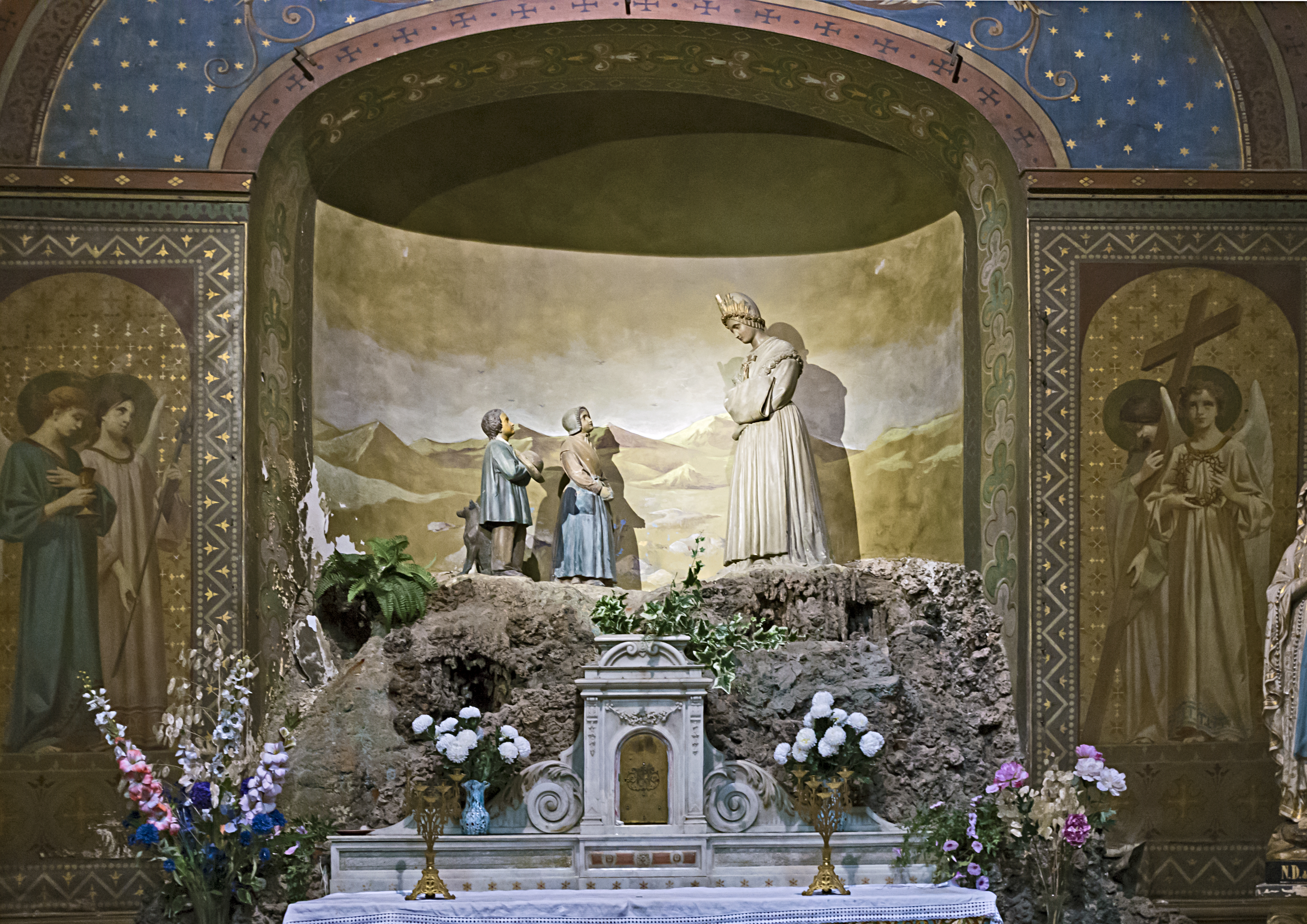
Notre-Dame de La Salette avec les petits bergers voyants Mélanie Calvat et Maximin Giraud (chapelle Notre-Dame de La Salette de Toulouse.

Le dimanche soir, en présence de Mélanie mais en l'absence de Maximin, que son maître a reconduit dans sa famille à Corps, Baptiste Pra, maître de Mélanie, Pierre Selme, maître de Maximin, et un certain Jean Moussier collaborent à une mise par écrit des propos tenus par la dame aux enfants, « dans un français malhabile qui retranscrit le parler dialectal des enfants »,. Le document qui en résulte, et qu'on appelle « relation Pra », n'est plus connu que par une copie qu'en fit un enquêteur, l'abbé Lagier, en février 1847. Cette copie a la teneur qui suit[pertinence contestée] :

« Lettre dictée par la Sainte Vierge à deux enfants sur la montagne de La Salette-Fallavaux
Avancez mes enfants, n'ayez pas peur, je suis ici pour vous conter une grande nouvelle ; si mon peuple ne veut pas se soumettre, je suis forcée à laisser aller la main de mon fils ; il [sic] est si forte et si pesante que je ne peux plus le maintenir, depuis le temps que je souffre pour vous autres, si je veux que mon fils ne vous abandonne pas je suis chargée de le prier sans cesse moi-même, pour vous autres n'en faites pas de cas ; vous auriez beau faire, jamais vous ne pourrez récompenser la peine que j'ai prise pour vous autres.
Je vous ai donné six jours pour travailler ; je me suis réservé le septième et on veut [sic] pas me l'accorder, c'est ça qui appesantit tant la main de mon fils ; et aussi ceux qui mènent les charrettes ne savent pas jurer sans mettre le nom de mon fils au milieu, c'est les deux choses qui appesantissent tant la main de mon fils.
Si la récolte se gâte ce n'est rien que pour vous autres, je vous l'avais fait voir l'année passée par les pommes, mais vous n'aviez pas fait cas que c'était au contraire, quand vous trouviez des pommes de terre gâtées vous juriez et vous mettiez le nom de mon fils au milieu.
Ils vont continuer que cette année pour la Noël il y en aura plus.
(vous ne comprenez pas mes enfants je m'en vais vous le dire autrement...)
Si vous avez du blé il ne faut pas le semer, tout ce que vous sèmerez les bêtes le mangeront et ce qu'il restera encore que les bêtes n'auront pas mangé, l'année qui vient en le battant tombera en poussière.
Il viendra une grande famine avant que la famine arrive les enfants au-dessous de sept ans prendront un tremble qui mourront entre les mains des personnes qui les tiendront.
Les autres feront leur pénitence en famine. Les noix viendront boffes, et les raisins pourriront et s'ils se convertissent les pierres et les rochers deviendront des amas de blé, et les pommes de terre seront ensemencées (pour l'année qui vient). L'été ne va que quelques femmes un peu vieilles à la messe le dimanche et les autres travaillent, et l'hiver les garçons lorsqu'ils ne savent pas que faire vont à la messe que pour se moquer de la religion. Le monde ne font point de carême ils vont à la boucherie comme les chiens ; faites-vous bien votre prière mes enfants, pas beaucoup madame. Il faut bien la faire soir et matin et dire au moins un Pater et un Ave quand vous ne pourrez pas mieux faire.
N'avez-vous point vu du blé gâté mes enfants, non madame, mais mon enfant vous n'en devez bien avoir vu une fois que vous étiez allé avec votre père au Coin qu'il y avait un homme qui dit à votre père de venir voir son blé qui était gâté ; puis votre père y est allé et il prit quelques épis dans sa main il les frotta et tombèrent en poussière, puis en s'en retournant comme ils étaient encore une demi-heure loin de Corps votre père vous donna un morceau de pain et vous dit tiens mon enfant mange encore du pain cette année que nous ne savons pas qui en va manger l'année qui vient si ça continue comme ça.
Allons mes enfants faites-le bien passer à tout mon peuple. »

En résumé, la Vierge se plaint de l'impiété des chrétiens, elle prédit des châtiments épouvantables s'ils persévèrent, et promet la clémence divine s'ils s'amendent ; elle charge les deux enfants de faire savoir ces choses à tout son peuple.
D'après des relations ultérieures, les mots « je vais vous le dire autrement » signifient que la Vierge, qui a d'abord parlé en français, se met à parler dans le patois de Corps, un dialecte provençal alpin,.

#### Les autres rédactions

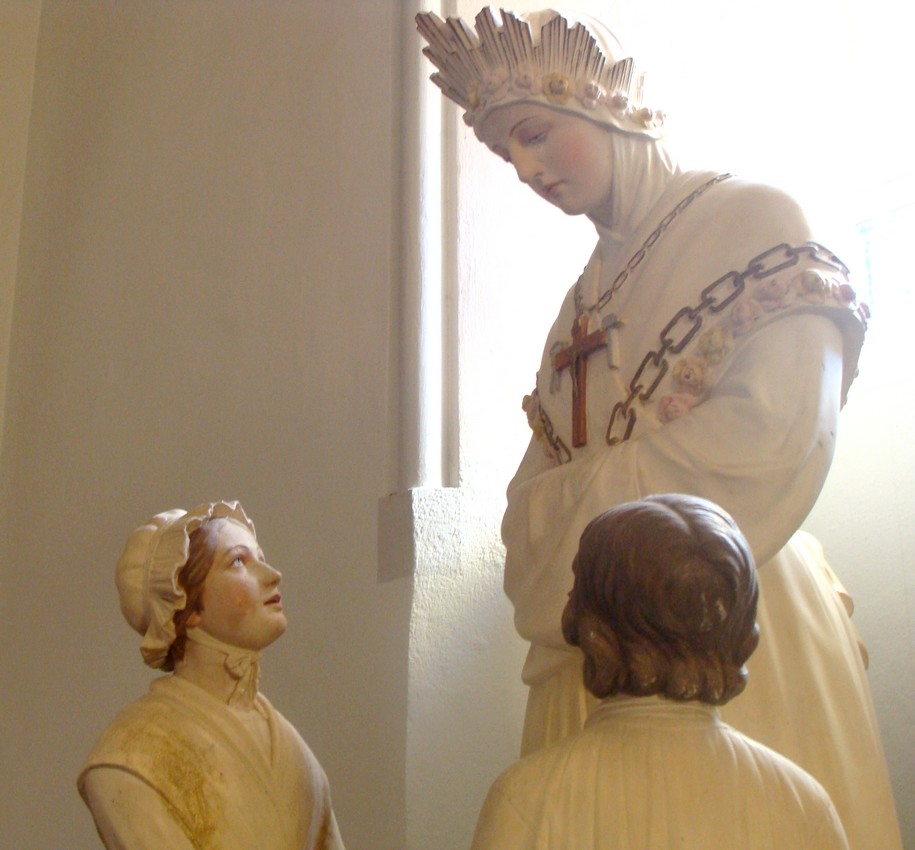
Notre-Dame de La Salette avec les petits bergers voyants Mélanie Calvat et Maximin Giraud. Statues dans l'église de Corps

Quelque temps plus tard, le prêtre de Corps, l'abbé Mélin interroge les deux enfants et rédige un nouveau texte, plus complet « soucieux de reproduire leurs dires le plus exactement possible : en un mot, textuellement ». L'abbé Mélin dira « Je suis allé très lentement dans les informations que j'ai pu prendre, je n'ai rien pu découvrir qui dénote le moins du monde la supercherie ou le mensonge ». En octobre, le nouveau curé de La Salette, Louis Perrin, interroge les deux voyants et rédige son récit. Yves Chiron souligne que « devant des auditeurs d'esprit différent et de niveau culturel très inégal, Mélanie ne s'est pas contredite, et Maximin a confirmé ses propos », et que les relations postérieures ne feront que confirmer les trois premiers récits.
En février 1847, l'abbé François Lagier, originaire de Corps, qui parle le patois local (mais curé à Saint-Pierre-de-Chérennes), vient à trois reprises interroger les enfants séparément. La plus courte des visites dure près de quatre heures. L'abbé Lagier indique que « le texte qu'il produit n'est plus à proprement parler une relation, c'est une dictée où le transcripteur ne fait pas plus écran au dire des enfants que ceux-ci à la parole de la Vierge ». Dans cette rédaction l'abbé Lagier s'attache, selon Bouflet et Boutry, à retranscrire « la singularité d'une expérience et l'intégralité d'un témoignage dans l'ensemble de leurs dimensions, linguistiques et lexicales au premier chef, mais encore topographiques et chronologiques, psychologiques, sociales et culturelles ». Ces auteurs le qualifient « d'anthropologue avant la lettre », et de praticien d'une anthropologie sociale et culturelle.
Si la relation de Pra est écrite en présence de Mélanie et en l'absence de Maximin, le P. Stern estime cependant possible que les rédacteurs aient ajouté aux déclarations de Mélanie des choses qui avaient été dites par Maximin.
En effet, chacun des deux voyants a, dans les premières semaines, une partie du message de la dame dont il est plus sûr que l'autre voyant. Le curé de La Salette notait le 16 octobre 1846 : « Tout ce récit » [c'est-à-dire essentiellement ce qui concerne les plaintes, les menaces et les promesses de la Vierge] « est fidèlement donné par la petite Mélanie et quoique le petit Germain n'ait pas pu dans le principe le donner avec le même ordre, il a toujours dit néanmoins en l'entendant raconter à sa petite compagne, que c'était bien cela. Ce qui suit » [c'est-à-dire essentiellement le récit de l'incident de Coin, qui met en scène Maximin et son père] « a été plus particulièrement compris et retenu par le petit Germain ; Mélanie avouant qu'il est certain que la dame a parlé au petit sans qu'elle ait bien pu la comprendre. ».
Cependant, selon les termes du P. Stern, un « processus d'harmonisation » entre les déclarations des deux enfants aboutit à la fixation de la « vulgate salettine » : « La façon dont [Maximin] présente les paroles de la Dame (...) en février-mars 1847 doit certainement quelque chose aux récits qu'il a entendu faire à Mélanie entre-temps. Mais une influence en sens inverse, de Maximin sur Mélanie, a dû également exister. » Bientôt, des interrogateurs (d'ailleurs favorables à l'authenticité de l'apparition) notent que les enfants récitent leur témoignage comme une leçon apprise.
Le 22 mai 1846, le juge de paix de Corps et son greffier, font (à leur tour) subir un interrogatoire séparé à Mélanie et à Maximin. Le procès-verbal réalisé est envoyé au Parquet de Grenoble et le ministère public ne poursuit pas plus son enquête.

### Les secrets
Lors d'un interrogatoire, le 12 octobre 1846, Mélanie finit par lâcher : « La Belle Dame a bien tardé de parler. Je lui voyais remuer les lèvres, mais que disait-elle ? Je ne peux pas te le dire, elle me l’a défendu ». Ce à quoi répond Maximin « Elle m’a dit quelque chose à moi aussi, mais je ne veux pas te le dire non plus. ». C'est ainsi que les voyants se révèlent mutuellement, et à leurs auditeurs, qu'ils sont dépositaires, chacun d'un « secret » différent. Ils vont garder ce secret durant 5 ans,,.
Mais en mars 1851, l’évêque de Grenoble est notifié que le Pape Pie IX souhaite connaître le contenu du secret des enfants. Deux abbés se rendent donc auprès des enfants pour tenter de les faire parler.
Mélanie résiste longtemps. En juillet, ils écrivent eux-mêmes séparément leur secret dans une des salles de l’évêché de Grenoble, cachètent leur lettre en présence de témoins ecclésiastiques et laïcs, et la dépêche est envoyée et transmise à Rome. Le Saint Père reçoit le courrier le 18 juillet 1851. Il lit le secret de Maximin et déclare « Il y a ici la candeur et la simplicité d’un enfant ». Puis après avoir lu le courrier de Mélanie il déclare attristé : « Ce sont des fléaux qui menacent la France, elle n’est pas seule coupable, l’Allemagne, l’Italie, toute l’Europe est coupable et mérite des châtiments »,.
Par la suite, les « secrets » vont être rédigés plusieurs fois par les voyants (toujours sous le sceau du secret et de la confidentialité). Au total, nous avons :
- trois rédactions par Maximin (de 1851 à 1853)
- cinq rédactions par Mélanie (de 1851 à 1878)

Ces différentes versions, faites sans disposer des versions antérieures, ont toutes été confrontées et recoupées,.
D'après certaines sources, le secret de Maximin lui vaut l'inimitié de l'évêque de Grenoble, Ginoulhiac, (alors que son prédécesseur Bruillard l'estimait), car Maximin traite Napoléon III « d'aiglon déplumé », en lien avec le secret dont il est dépositaire. L'évêque étant proche politiquement de l'empereur, « persécuta » les voyants et les contraignit à l'exil (de son diocèse), entrainant leur vie d’errance,. Le 9 mai 1854, Ginoulhiac écrivait au ministre des cultes « pour le rassurer sur l'inanité du secret de La Salette qui prédisait la fin malheureuse de Napoléon III »,.
Le contenu de ces secrets va être source de fortes tensions et spéculations dans certains milieux, mais aussi de publications. Ainsi Maximin se verra proposer un « château et tout son parc » en l'échange de son secret. Mélanie a indiqué que son « secret » ne pourrait être divulgué avant 1858. Des personnes ayant probablement eu des versions incomplètes du texte de Mélanie, en publieront des extraits en 1860. En 1871 une brochure est publiée à Grenoble avec un texte « prétendant être le secret de Maximin ». En 1873, est publié à Naples un texte contenant « le secret de Mélanie » (lettre qui aurait été rédigée par Mélanie au prêtre, auteur de la publication). En 1879, c'est Mélanie qui publie un récit des apparitions avec une autre version du secret (plus longue et plus complète que la précédente). Cette publication se fait avec l'accord de l'évêque de Lecce,. Le texte est « une sombre prophétie renouvelée de l'Apocalypse et un violent acte d'accusation contre le clergé », qui cite des personnalités de l'époque (Napoléon III), ainsi que des lieux (« Paris sera brûlé, Marseille englouti »), et des dates, ainsi qu'une grave crise dans l’Église et la naissance de l'antéchrist. Cette publication provoque une controverse qui durera plus d'un siècle, au point qu'une réédition (de ce livre) en 1922 sera inscrite à l'Index par décret le 9 mai 1923. Yves Chiron souligne que « ceux qui tiennent ce texte pour authentique [...] y lisent l’annonce d'événements terribles y voyant certains drames du XXe siècle » (les deux guerres mondiales, les catastrophes naturelles, la crise de l’Église des dernières décennies), et les adversaires du texte (publié en 1879) estiment « qu'il contient trop d'éléments hétérogènes et d'affirmations contestables ou surprenantes pour être authentique ».
Restés introuvables par les historiens lors de l'ouverture des Archives secrètes du Vatican, ces textes sont considérés comme perdus, jusqu'en octobre 1999, où Michel Corteville, en rassemblant des textes pour une thèse sur les apparitions de La Salette, retrouve les textes rédigés par les deux enfants en 1851 dans les archives de la Congrégation pour la doctrine de la foi. Ces textes sont confrontés aux autres rédactions et publications et ont fait l'objet d'une thèse soutenue à l'Université pontificale grégorienne (par Michel Corteville), et d'une publication en 2002,. Le texte rédigé par Maximin est plus court que celui rédigé par Mélanie, mais son contenu est « en substance », identique. Le texte de Mélanie, annonce « tout à la fois des destructions terribles, une persécution de l’Église, un attentat contre le pape, une conversion générale, le retour de la monarchie en France, puis une apostasie, la venue de l'Antéchrist et la fin des temps. ».

## Suites et conséquences de l'apparition

### Reconnaissance par l’Église catholique

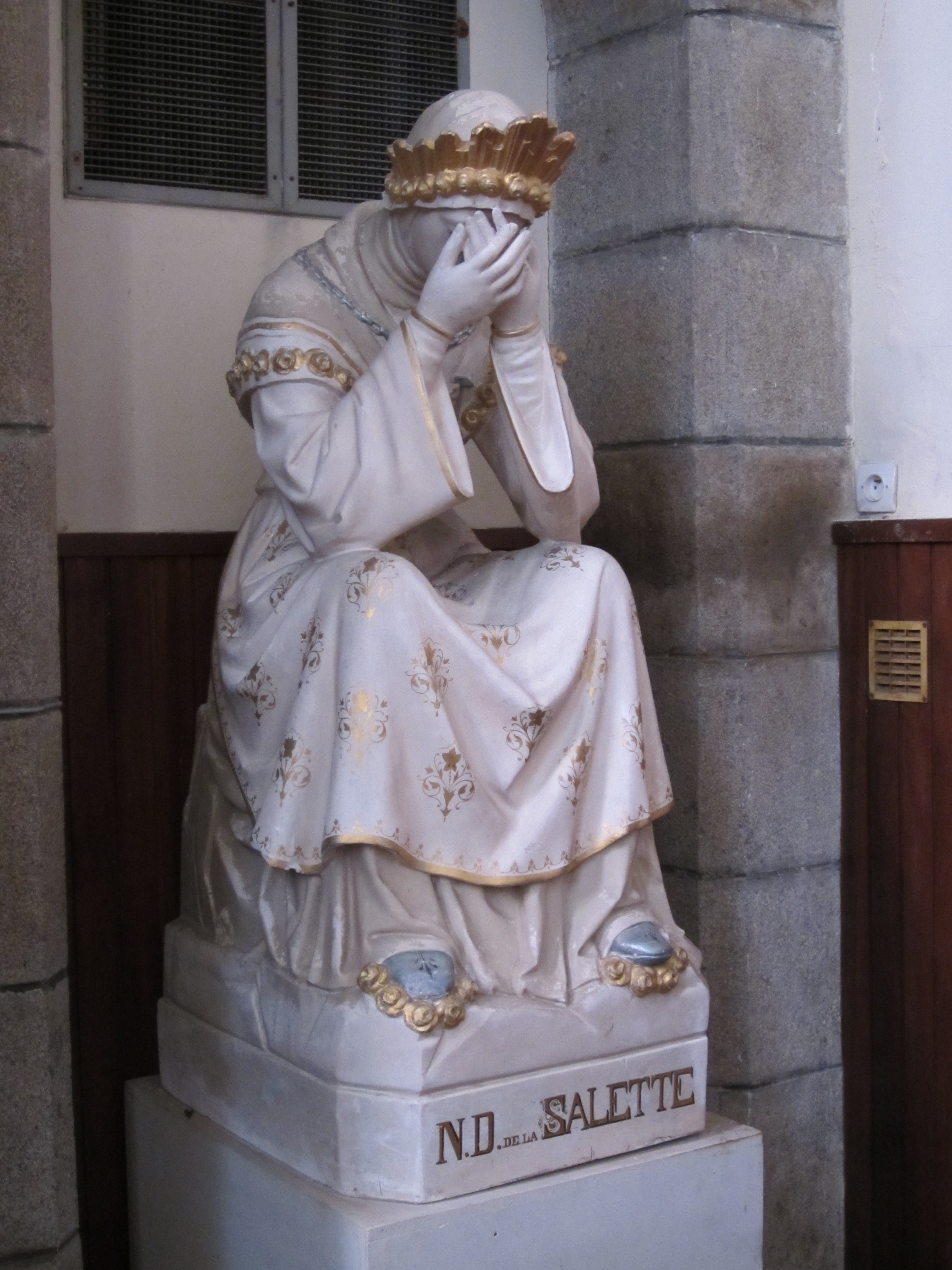
Statue de Notre-Dame de La Salette dans la Manche.

Notifié par courrier de l'événement le 4 octobre 1846 (par une lettre succincte du curé Mélin), l'évêque de Grenoble Philibert de Bruillard, rassemble les pièces et soumet, en novembre, 14 pièces (lettres et récits) dont il dispose aux professeurs du grand séminaire de Grenoble, et aux membres du chapitre de la cathédrale. Tous sont d'avis de ne pas encore se prononcer. La nouvelle de « guérisons miraculeuses à La Salette », et une polémique dans des journaux parisiens (autour de cette supposée apparition), pousse l'évêque à ouvrir officiellement une enquête canonique le 19 juillet 1847. La commission d'enquête intègre le chanoine Pierre-Joseph Rousselot (1785-1865), « professeur de théologie dogmatique et partisan de la réalité des faits ». Il deviendra le premier historien des apparitions de La Salette. La commission interroge les voyants, les habitants et les prêtres des environs. Elle se renseigne également sur les « guérisons signalées ». La commission rédige un rapport et se prononce le 13 décembre 1847, à la majorité, en faveur de l'approbation de l'apparition,.
En janvier 1847, l'évêque rédige une déclaration de reconnaissance, mais ne la diffuse pas immédiatement. En 1849, le chanoine Rousselot publie un ouvrage La vérité sur les événements de La Salette, avec une introduction de Bruillard qui « s'y prononce publiquement en faveur de l'authenticité de l'apparition »,. L'évêque autorise la création de la confrérie Notre-Dame-Réconciliatrice, et ouvre les négociations pour acheter les terrains en vue de la création d'un sanctuaire.
L'évêque Bruillard, et le chanoine Rousselot, fervents partisans tous deux de la reconnaissance de l'apparition, demandent aux autorités vaticanes de reconnaître publiquement l'apparition mariale. Mais le pape Pie IX et le cardinal Lambruschini, préfet de la congrégation des rites, apportent une fin de non recevoir aux demandes de l'évêque. Si bien que durant l'été 1851, le chanoine Rousselot se rend en personne à Rome pour obtenir la reconnaissance papale. Sa démarche se solde par un échec « Le Vatican refusant de prendre position sur cet événement ». Finalement, le 19 septembre 1851, Buillard, publie un mandement destiné à être lu dans toutes les paroisses du diocèse où il proclame l'authenticité de l'apparition : « Nous jugeons que l'apparition de la Sainte Vierge à deux bergers, le 19 septembre 1846, sur une montagne des Alpes, située dans la paroisse de La Salette, de l'archiprêtré de Corps, porte en elle-même tous les caractères de la vérité, et que les fidèles sont fondés à la croire indubitable et certaine. »,.
En 1855, Jacques Ginoulhiac, évêque de Grenoble, après une nouvelle enquête confirme la décision de son prédécesseur, tout en déclarant : « La mission des bergers est finie, celle de l’Église commence ». Le 20 août 1879 l'église du sanctuaire est officiellement consacrée, et promue au rang de basilique mineure.
La Congrégation pour le culte divin publie le 18 mars 2016 un décret inscrivant la célébration de la Vierge Marie sous le titre de « La Salette » dans le propre de France, au 19 septembre, à titre de mémoire facultative.

### Doutes
L'annonce de l'apparition miraculeuse suscite l’ironie des libres penseurs, mais également le scepticisme chez les fidèles et surtout chez les ecclésiastiques, notamment dans les diocèses de Grenoble et Lyon.
La contestation débute avant la reconnaissance officielle par l’Église catholique, via l'évêque de Grenoble, de « l'authenticité des apparitions », et se poursuit plusieurs années après. Le jeune voyant Maximin Giraud s'étant rendu auprès du Curé d'Ars, ce dernier déclare à la suite de son entretien que le jeune Maximin s'est rétracté, et que d'après l'enfant les apparitions sont fausses. L'affirmation de l'ecclésiastique jette le trouble parmi les partisans de l'apparition, et sera largement exploitée par ses détracteurs. C'est « l'incident d'Ars », qui est conclu par de nouveaux interrogatoires du garçon par les autorités de l’Église, qui nie avec assurance s'être rétracté devant le curé,, et la conclusion, par l’Église, que les déclarations des « voyants » sont fiables, et que « l'apparition mariale » a bien eu lieu à La Salette. Quelque temps plus tard[Quand ?], le curé d'Ars affirme lui aussi croire à l'authenticité des apparitions, pour des raisons personnelles,. Selon Joseph Giray (Joseph Giray, Les miracles de la Salette : étude historique et critique, t. 2, Grenoble, 1921, 481 p., p. 279), Maximin aurait dit lui-même avoir voulu mettre à l'épreuve le don de discernement du Curé d'Ars. Mais le P. Jaouen (Jean Jaouen, La grâce de La Salette au regard de l'église, Association des Pèlerins de La Salette, 1981, 319 p. (ASIN B0014L674C), p. 198) note que la source de Mgr Giray est un témoignage tardif (1917) et indirect.
La reconnaissance officielle par Philibert de Bruillard le 16 novembre 1851 ne convainc ni l’abbé Deléon ni le curé Cartellier, qui rédigent des ouvrages et des articles exprimant leurs doutes, affirmant que la « belle dame » est en réalité une vieille fille connue dans le pays. Ces écrits ont amené à la tenue de procès en diffamation par la « vieille fille », mais aussi contre l'auteur des ouvrages. L'évêque du lieu, Ginoulhiac, tente sans succès de faire interdire ces publications (blasphématoires selon ses dires). Seule la mise au jour des auteurs véritables et leur jugement par les autorités de l’Église, stopperont leurs actions.

#### L'incident d'Ars

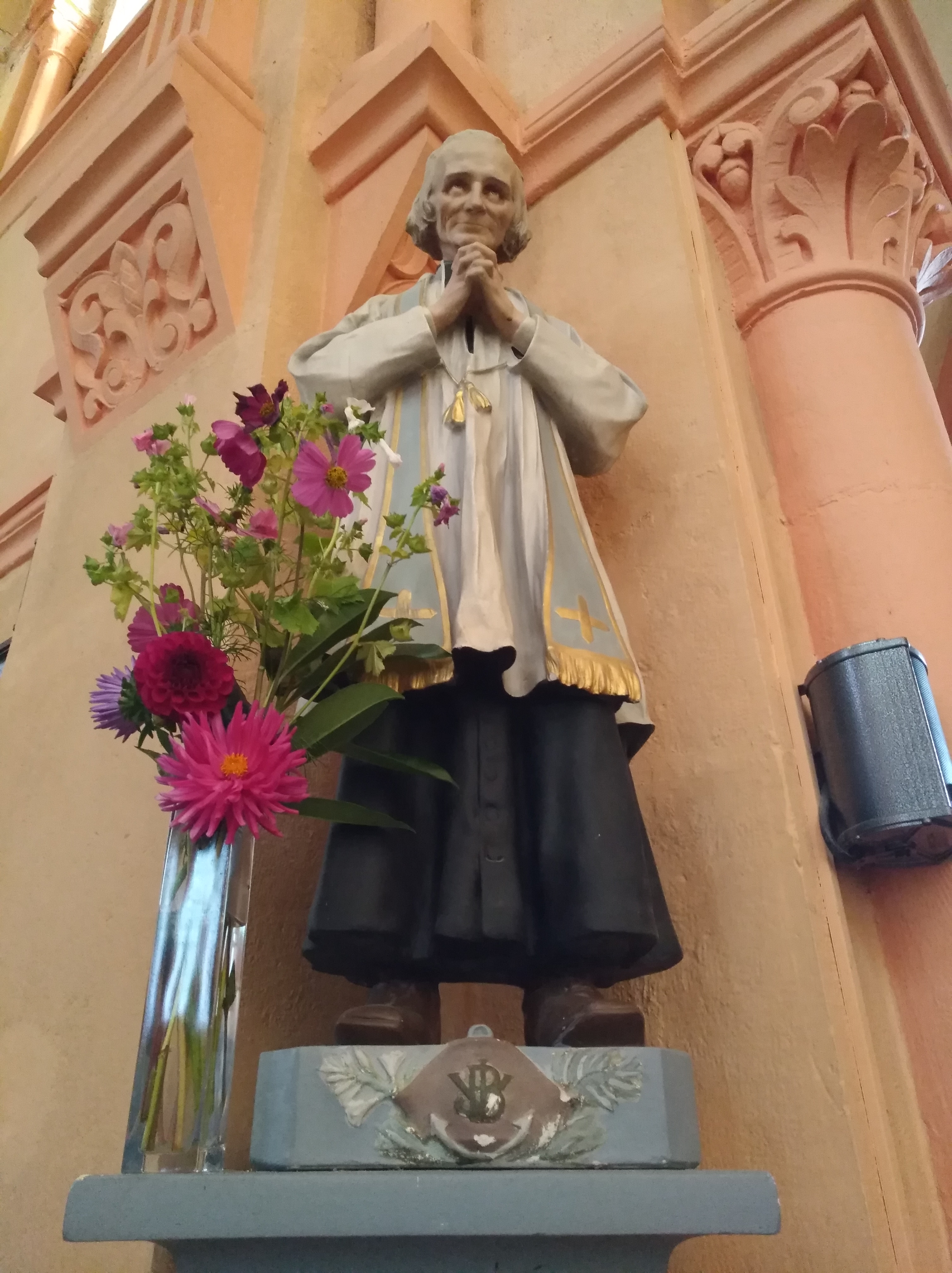
Statue de saint Jean-Marie Vianney, dit le Curé d'Ars.

Dans un premier temps, durant huit années, le Curé d’Ars n’a pas reconnu les apparitions de La Salette, mais il y a cru par la suite, bénissant et distribuant images et médailles de La Salette, et y favorisant les pèlerinages. Comment expliquer ce revirement ?
En septembre 1850, Maximin, à qui certains conseillent de se faire Mariste, désire consulter le Curé d'Ars sur sa vocation. Brayer, bienfaiteur des deux voyants, et Verrier, un des partisans du « baron de Richemont » qui espèrent que le secret de La Salette a trait aux destinées de ce prétendu Louis XVII, se chargent de conduire Maximin chez le célèbre curé. Le tuteur de Maximin donne officiellement son consentement, mais l'évêque de Grenoble s'oppose au voyage. Maximin, trépignant de dépit, refuse de se soumettre à cette interdiction. Brayer et Verrier passent outre à la volonté de l'évêque et emmènent à Ars Maximin accompagné de sa sœur Angélique, qui est majeure.
Le groupe arrive à Ars le 24 septembre 1850 dans la soirée. Il est reçu par l'abbé Raymond, vicaire d'Ars, qui, de son propre aveu, exprime devant Maximin une totale incrédulité à l'égard de l'apparition de La Salette.
Le lendemain matin, Maximin a un entretien seul à seul avec le  Curé d'Ars. Après cet entretien, le curé, qui a jusque-là une grande confiance dans l'apparition de La Salette, déclare à plusieurs personnes, notamment à des ecclésiastiques, que Maximin s'est rétracté. Un de ces ecclésiastiques avertit la commission épiscopale chargée d'enquêter sur l'apparition et l'abbé Gerin, membre de cette commission, vient fin octobre entendre le Curé d'Ars.
Maximin est interrogé sur l'incident d'Ars au petit séminaire de Grenoble et à l'évêché. Le 2 novembre, il atteste par écrit au petit séminaire que le Curé d'Ars ne l'a interrogé ni sur l'apparition de La Salette ni sur son secret et que, pour sa part, dans ses réponses au curé et au vicaire d'Ars, il n'a rien dit qui fût contraire à ce qu'il a dit à des milliers d'autres depuis l'apparition. Le même jour, il déclare devant une commission spéciale réunie à l'évêché qu'il ne s'est pas démenti à Ars, mais que n'entendant pas distinctement le curé, il a parfois dit des oui et des non au hasard. « C'est du moins ainsi que Rousselot présente ses explications » ajoute le P. Stern. (Le chanoine Rousselot se considérait lui-même comme le postulateur de la cause de La Salette). Le 8 novembre, l'abbé Mélin, curé de Corps, et le chanoine Rousselot se rendent à Ars. Le Curé d'Ars leur dit que Maximin lui a avoué « n'avoir rien vu et avoir menti en faisant son récit connu et avoir persisté trois ans dans ce mensonge en en voyant les bons effets ». Le 21 novembre, Maximin écrit une lettre au Curé d'Ars où il donne cette explication : « Permettez-moi de vous le dire en toute sincérité, qu'il y a eu malentendu complet de votre part. Je ne vous ai point voulu dire, Monsieur le Curé, et jamais je n'ai dit sérieusement à personne, n'avoir rien vu et avoir menti en faisant mon récit connu et avoir persisté trois ans dans ce mensonge en en voyant les bons effets. Je vous ai dit, seulement, M. le Curé, en sortant de la sacristie et sur la porte, que j'ai vu quelque chose et que je ne savais pas si c'était la Sainte Vierge ou une autre dame. Dans ce moment vous avanciez dans la foule et notre entretien a cessé »
Quand on lui fit des reproches sur ses mensonges, Maximin déclara : « Le Curé d’Ars m’a cru : il ne lit pas dans les secrets des consciences… Allez, votre Curé d’Ars est comme les autres ! ».
De Bruillard tend cependant à croire à la sincérité de l'explication de Maximin par le malentendu. Il appuie cette explication dans une lettre qu'il écrit au Curé d'Ars en lui transmettant celle de Maximin : « Dans la visite que vous ont faite récemment M. le Ch. Rousselot et M. Mélin, Curé-archiprêtre de Corps, vous avez dit à ces Messieurs que Maximin vous avait avoué n'avoir rien vu et avoir menti en faisant son récit connu et avoir persisté trois ans dans ce mensonge en en voyant les bons effets. (...) Vous avez dit enfin à MM. Rousselot et Mélin que par suite de cet entretien avec Maximin, vous ne pouviez plus croire comme auparavant à l'apparition de La Salette, et que vous n'y croyiez plus. MM. Mélin et Rousselot m'ont rapporté toutes ces choses d'une commune voix. Or, un tel changement d'opinion de votre part, M. le Curé, lequel est de plus en plus connu, (en vue même du salut des âmes,) serait un fait très grave si l'apparition avait / a été réelle, comme le croient neuf évêques que j'ai consultés. Si vous avez mal entendu Maximin, comme il l'affirme avec toutes les apparences de la sincérité, au jugement de plusieurs personnes qui ont ma confiance, affirmation écrite dans la pièce ci-jointe que l'enfant vous adresse très résolument, vous ne pouvez vous dispenser d'examiner de nouveau, et vous ne vous refuserez pas à m'informer du résultat de cet examen et de l'opinion à laquelle il pourra vous conduire. Vous comprenez, M. le Curé, qu'ayant encouragé la croyance des peuples à l'apparition de La Salette, par l'approbation que j'ai donnée à la publication des rapports rédigés par mon ordre sur cette affaire, vous ne pouvez vous mettre en une sorte d'opposition publique avec moi, sans avoir la bonté de me donner connaissance de vos raisons, du moment que j'ai l'honneur de vous les demander avec instance ».
Dans sa réponse, le Curé d'Ars n'adopte pas l'explication par le malentendu que l'évêque de Grenoble lui suggère. Sur la question de fait, il s'en tient à ses déclarations au curé de Corps et au chanoine Rousselot, mais il n'exclut pas que l'apparition puisse être authentique malgré la rétractation catégorique de Maximin : « Il n'est pas nécessaire de répéter à Votre Grandeur ce que j'ai dit à ces Messieurs. Le petit m'ayant dit qu'il n'avait pas vu la Sainte Vierge, j'en ai été fatigué un couple de jours. Après tout, Monseigneur, la plaie n'est pas si grande, et si ce fait est l'œuvre de Dieu, l'homme ne le détruira pas ». La réponse du Curé d'Ars ne trouble pas De Bruillard. Pour lui, il n'est pas possible que les enfants aient inventé toutes les circonstances de l'apparition, donc ou bien il y a eu un malentendu entre le Curé d'Ars et Maximin, ou bien ce n'est pas sérieusement que Maximin a dit n'avoir rien vu. Le Curé d'Ars, lui, continuera à soutenir que Maximin s'était véritablement rétracté.
Mais le Curé d’Ars était bourrelé de remords « Je ne saurai vous exprimer par quels tourments mon âme a passé à ce sujet. J’ai souffert au-delà de tout ce qu’on peut dire ».
Il demande trois signes du ciel pour l’éclairer :
- retrouver la paix. « Enfin, au milieu de tant de souffrances et d’agitation, je me suis écrié « je crois » et à l’instant même j’ai retrouvé la paix » ;
- Que Dieu lui envoie un prêtre instruit dont la réponse serait capable d’affermir sa foi en La Salette (il recevra le lendemain la visite d’un professeur du grand séminaire de Grenoble « Monsieur le curé », lui demanda-t-il, que pensez-vous de La Salette ? » « je crois qu’on peut et qu’on doit y croire ») ;
- Puis il demanda un troisième signe « J’avais besoin dans un court délai d’une somme de 1200 francs. Je me suis adressé à Notre Dame de La Salette. Le soir, avant de me coucher, je trouvai ma table couverte de pièces d’or. Le lendemain, en me levant, je trouvai encore ma table toute couverte de pièces d’or. Il y avait exactement le compte. Pensez-vous, qu’après cela je puisse encore douter de la Salette ? »

Il est décédé en proclamant sa foi en l’Apparition.

#### Au sein de membres du clergé

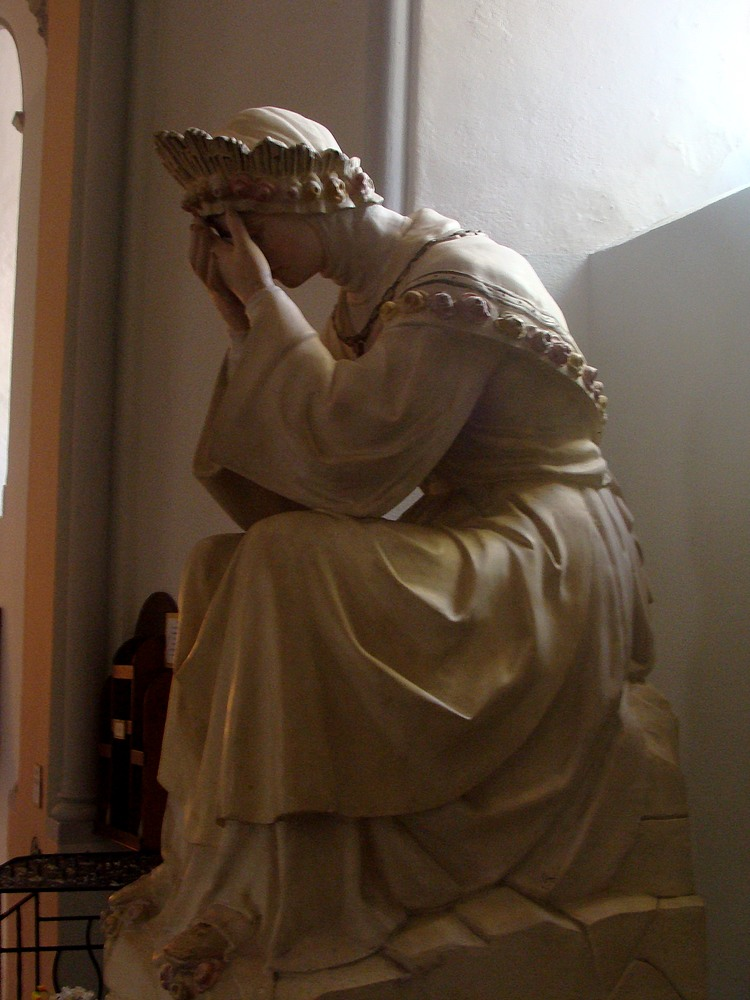
La Vierge en pleurs, statue dans l'église de Corps.

Avant la reconnaissance officielle, plusieurs évêques de France étaient opposés à la reconnaissance de l'apparition, ainsi qu'une partie du clergé isèrois. La déclaration de reconnaissance par Philibert de Bruillard en 1851 « que l'apparition de la Vierge était certaine » et son autorisation de culte affaiblit l'opposition sans la faire disparaître. Profitant en 1852 de l’arrivée d'un nouvel évêque, Ginoulhiac, remplaçant de De Bruillard qui avait démissionné, les détracteurs attaquent violemment la réalité du miracle de la Salette. Deux ecclésiastiques, l’abbé Deléon, et le curé Cartellier, affirmaient même que la « belle dame » était en réalité une vieille fille appelée de Lamerlière, ancienne religieuse, ce qui donna lieu à un curieux procès pour diffamation que la plaignante perdit deux fois, en première instance le 2 mai 1855 et en appel le 6 mai 1857 ; l'imprimeur M. Étienne Redon de Grenoble était aussi poursuivi, malgré une plaidoirie éloquente de Jules Favre,. Parmi les critiques véhémentes de l'abbé Deléon, il y avait la « vente de l'eau de la fontaine », et l'usage de ses bénéfices. Malgré les tentatives de l’Église de cadrer et réglementer le sujet, l'abbé publia des invectives sévères contre les missionnaires de la Salette responsables du lieu, critiques reprises par la presse libérale.
Le curé de l'église Saint-Joseph de Grenoble, l'abbé Cartellier et l'abbé Deléon continuèrent par la suite à publier des brochures contre l'apparition. Le cardinal-archevêque de Lyon, De Bonald, leur était favorable. La Papauté ne s'engagea pas.
Des décennies plus tard, l'évêque de Montpellier, Le Courtier, était toujours un farouche opposant des apparitions de La Salette.
En 1928, Hippolyte Delehaye membre de la société des Bollandistes, à l'occasion d'une publication d'un texte du XIe siècle, « lettre tombée du ciel » introduit en note une comparaison avec la « relation du Pra » et indique que ce récit réalisé par les enfants « n'est qu'un simple décalque d'une misérable rhapsodie, d'un apocryphe sans relief et sans style attesté depuis des siècles »,.
Dans le protestantisme
Lors de l'annonce de l'apparition, et avant même sa reconnaissance, une forte opposition des milieux protestants (pasteurs et fidèles) se manifesta pour contester et refuser la véracité de cette « supposée apparition ». Une des critiques des protestants, comme le pasteur Napoléon Roussel, est la « recommandation de la Vierge de ne pas semer du blé l'année suivantes » (car la récolte serait perdue de toute façon). Cette critique « économique » sera largement reprise par les milieux libéraux et athées. Mais la critique la plus violente est théologique, car « l'apparition de La Salette vient heurter de front l'ensemble des positions dogmatiques [..] du protestantisme français, qu'il s'agisse de la place de Marie dans l'économie du salut, [..], du primat de l’Écriture, des formes de la dévotion populaire [..] ». Un siècle plus tard, les théologiens protestants reprennent ses arguments (« la tristesse et les pleurs que les enfants attribuent à la Belle Dame soulèvent des problèmes théologiques puisque dans une saine théologie[Laquelle ?] nous apprend que les saints au Paradis connaissent une félicité parfaite ») dans une nouvelle publication.

#### À l'extérieur de l’Église
Le procès en diffamation de Mlle de Lamerlière, perdu par elle-même (la plaignante, qui niait s'être fait passer pour la Vierge à La Salette, s'estimait diffamée par les écrits de l’abbé Deléon qui l'accusait de cette forfaiture), est interprétée par les libres penseurs comme une confirmation (selon leur interprétation) que c'était bien cette dame qui avait été vue par les enfants, et donc, que cette « apparition mariale » était une supercherie. De 1854 jusqu'à la fin du XIXe siècle, plusieurs ouvrages de rationalistes attribueront à Mlle de Lamerlière, le rôle de « vraie fausse-sainte-vierge ». En 1934, une publication de l'Union rationaliste, Les Miracles, consacre un chapitre entier à l'apparition de La Salette, et au rôle de cette dame comme « supposée Sainte Vierge ».
Le 2 mai 1847, le Censeur, journal anticlérical de Lyon, attaque l'apparition de La Salette et dénonce ceux qui « trompe[nt] la crédulité des paysans en inventant des miracles, comme les lettres de Jésus-Christ, les apparitions des anges et de la Vierge ». Il écrit que ces lettres de Jésus-Christ sont des variantes de la Lettre de Jésus-Christ sur le dimanche, un apocryphe chrétien dont la première mention connue date des environs de 584,. Plusieurs auteurs anticléricaux, notant la similitude du message de Notre-Dame de la Salette et celui de la Lettre de Jésus-Christ, considérée comme apocryphe par l'Église, conclurent qu'il y avait là deux impostures apparentées,.
Le 24 mai 1879, juste après l'érection de l'église du sanctuaire en basilique mineure, Léo Taxil ridiculise l'apparition de la Vierge par un pamphlet intitulé « Grand miracle », publié dans le premier numéro du journal « L'anticlérical ». À partir de 1862, l'opposition anticléricale à La Salette se réduit et s'oriente sur les apparitions mariales de Lourdes, concentrant ses attaques sur Bernadette Soubirou, en oubliant les deux petits bergers.

### Impact dans la littérature
Plusieurs auteurs dans le monde la culture ont été marqués et influencés par cette apparition, rédigeant des textes et ouvrages basés sur cet événement, comme Léon Bloy qui se rend plusieurs fois en pèlerinage sur le lieu de La Salette (la première fois en 1879) et rédige différents textes comme Introduction à la Vie de Mélanie (1912), Le symbolisme de l'apparition (1879-1880), Celle qui pleure (1908). D'autres grands écrivains comme Louis Veuillot, Léon Bloy, Joris-Karl Huysmans, Jean Psichari, Jacques Maritain, Paul Claudel, Massignon, Paul Verlaine, Charles Péguy, Georges Bernanos, seront eux aussi largement influencés ou impressionnés par le récit de cette apparition, et le message délivré par la Vierge,.
Le philosophe et historien Ernest Renan citera cette apparition dans ses ouvrages comme étant « l'un des grands événements de notre siècle », mais en disant d'elle que c'était une « illusion ».

### Les miracles déclarés
Selon l'hagiographie locale, dès le 21 septembre (deux jours après l'« apparition »), plusieurs habitants de La Salette se seraient rendus dans la montagne, sur le lieu déclaré de l'apparition. Avec étonnement, ils auraient constaté une eau limpide jaillissant avec abondance à l’endroit même où la Belle Dame se serait assise.
Le premier « miracle déclaré » aurait eu lieu le 17 novembre (un mois plus tard), avec une femme qui depuis 22 ans, ne marchait plus qu’avec l’aide de béquilles; étant couchée presque en continu depuis sept ans. Cette femme aurait demandé à des pénitents d’aller sur les lieux de l’apparition pour y prier à son intention. Or, à l’heure même où les pénitents récitaient leurs prières, cette femme se serait levée seule, se rendant à l’église en marchant sans béquilles.
À noter que ces « déclarations de miracles » n'ont pas fait l'objet d'enquête scientifique de la part de l’Église. Au Vatican, Andrea Maria Frattini ayant déclaré au chanoine Rousselot (qui le sollicitait à ce sujet) : « il n'est pas nécessaire que ces miracles soient prouvés d'une manière juridique ; la Sainte Vierge n'a pas besoin d'être canonisée. Ce dont elle a besoin, c'est de voir s'étendre largement la propagation de son culte ».

## Message spirituel et dévotion

### Le message spirituel

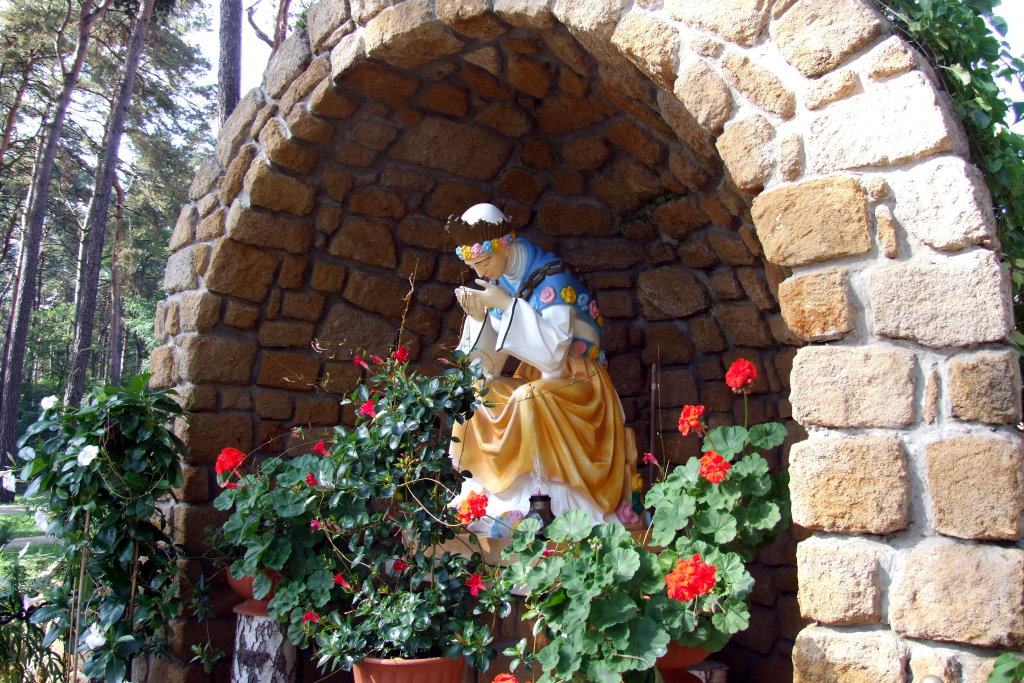
Oratoire de Notre-Dame de La Salette en Pologne.

D'après la lecture de l’Église catholique du message de la Vierge Marie rapporté par les enfants, le message spirituel laissé par la Notre-Dame de la Salette, est un message d'espérance. « N’ayez pas peur » leur dit la Vierge, qui rappelle qu'elle intercède continuellement pour les hommes auprès de son fils : « Marie prie son Fils de venir offrir ce qui manque à ses enfants pour qu’ils se reconnaissent aimés et que leur vie s’accomplisse dans l’amour ». Le pape Jean-Paul II écrit : « Notre Dame, en se faisant contempler portant sur elle l’image de son Fils crucifié, montre que, associée à l’œuvre du salut, elle compatit aux épreuves de ses enfants et souffre de les voir s’éloigner de l’Église du Christ au point d’oublier ou de rejeter la présence de Dieu dans leur vie et la sainteté de son Nom. ». Le pape ajoute « Marie [...] a clairement manifesté la constance de sa prière pour le monde. Elle n’abandonnera jamais les hommes qui sont créés à l’image et à la ressemblance de Dieu et à qui il est donné de devenir enfants de Dieu ».
Les paroles de la Vierge montrent également qu'elle se soucie de la « nourriture de son peuple », et des conséquences de la famine à venir. Autre point abordé : le respect du dimanche, jour du seigneur. À cette époque, les ouvriers et paysans travaillaient 7 jours sur 7, jusqu’à 14-15 heures par jour. La revendication du respect du repos dominical a pour but de « créer les conditions de repos conforme à la dignité humaine ; pour entretenir les liens vitaux avec Dieu et avec la famille ».

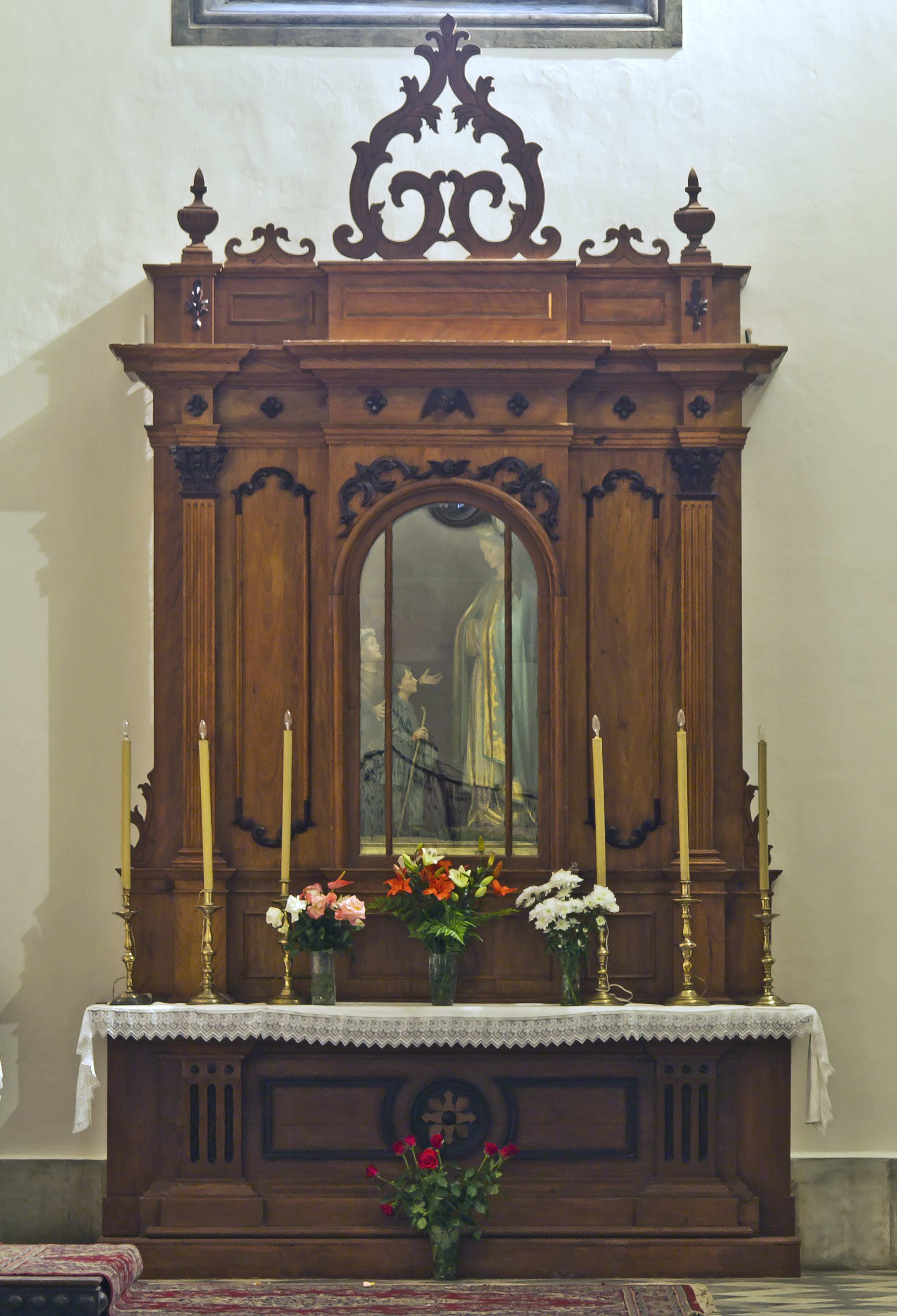
Retable de Notre-Dame de La Salette dans la cathédrale de San Cristóbal de La Laguna à Tenerife (Espagne).

L’Église indique que si « la Vierge associe les enfants à sa mission de prière », la Vierge leur confie également la mission de « messager de cette nouvelle ». L'ayant à son tour reçu, « l’Église s’en est sentie dépositaire pour l’interpréter et le transmettre de nouveau »,. Les Missionnaires de Notre-Dame de la Salette ont pour mission « d’approfondir l’étude du message de La Salette et à en montrer la valeur permanente pour le troisième millénaire [...]. Ils sont particulièrement chargés de faire passer au peuple l’appel à renouveler la vie chrétienne ».
L'annonce de cet appel de conversion par les enfants, et par les autorités de l’Église, entraine « un mouvement de conversion qui dépasse le canton de Corps et la France, et suscitant un renouveau spirituel ». Pour le pape Jean-Paul II, ce mouvement de conversion et ce message sont toujours d'actualité : « Les paroles de Marie à La Salette, par leur simplicité et leur rigueur, gardent une réelle actualité, dans un monde qui subit toujours les fléaux de la guerre et de la faim, et tant de malheurs qui sont des signes et souvent des conséquences du péché des hommes. Et aujourd’hui encore, [Elle] veut conduire tout son peuple, qui traverse les épreuves de ce temps, à la joie qui naît de l’accomplissement paisible des missions données à l’homme par Dieu. ». Et pour le pape, depuis cent cinquante ans, le message de la Sainte Vierge Marie n’a cessé de rayonner dans ce lieu d'apparition.

### Le sanctuaire de La Salette

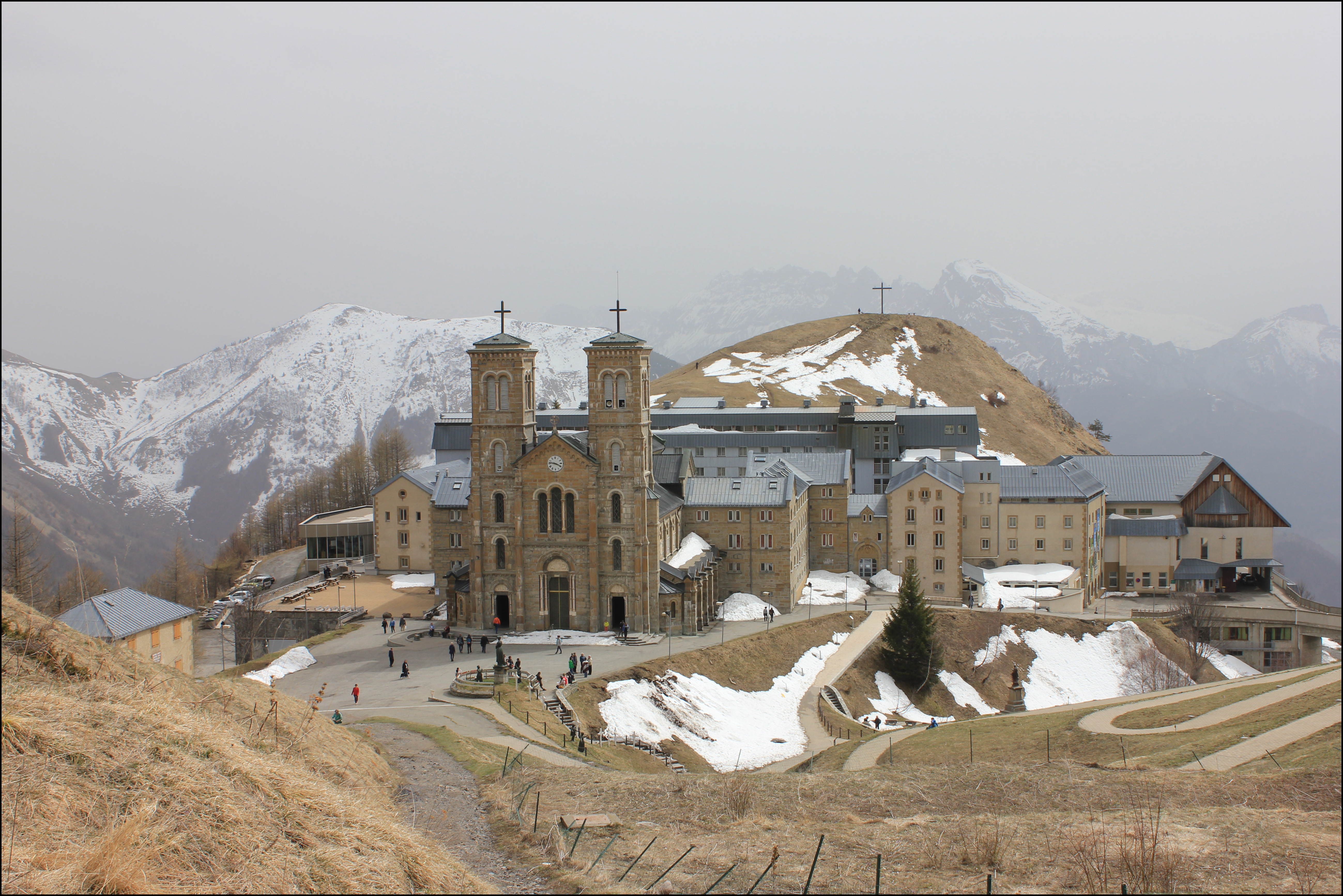
Vue générale du sanctuaire (avril 2019)

Avant même la construction du sanctuaire, en 1848, l'évêque autorise la création de la confrérie « Notre-Dame-Réconciliatrice », et il ouvre en 1849 des négociations pour acheter les terrains en vue de la création d'un sanctuaire sur le lieu d'apparition.
La première pierre d'une grande église est solennellement posée sur la montagne de La Salette, le 25 mai 1852, devant une grande assemblée de fidèles. Cette église sera plus tard[Quand ?] promue au rang de basilique.

### Les missionnaires de Notre-Dame de la Salette
Les missionnaires de Notre-Dame de la Salette constituent une congrégation cléricale de droit pontifical, créée par De Bruillard le 1er mai 1852 en même que la décision de créer un sanctuaire marial sur le lieu de l'apparition. La congrégation s'organise peu à peu autour du sanctuaire, elle est reconnue par le pape Léon XIII en 1879, et ses constitutions sont définitivement approuvées par Pie X en 1909.
Cette congrégation, originellement destinée à accueillir les pèlerins dans le sanctuaire de La Salette, est aujourd'hui présente dans le monde entier.